# Mojżesz Jakubowicz
Mojżesz Hersz Jakubowicz (ur. 16 listopada 1919 w Nowym Sączu, zm. 5 sierpnia 2003 w Dzierżoniowie) – polski działacz społeczności żydowskiej w Dzierżoniowie.

## Życiorys
Urodził się w Nowym Sączu w ortodoksyjnej rodzinie żydowskiej. Po wybuchu II wojny światowej, żołnierz Wojska Polskiego został wzięty do niewoli radzieckiej i zesłany na Syberię, gdzie przez kilka lat pracował przymusowo w kopalni złota. W 1946 jako repatriant wrócił do Polski i osiadł w Dzierżoniowie. Przez wiele lat pełnił funkcję przewodniczącego zarządu powiatowego Towarzystwa Społeczno-Kulturalnego Żydów w Polsce, a w ostatnich latach życia sekretarza oddziału dzierżoniowskiego; był także członkiem Prezydium oraz członkiem Zarządu Głównego. Był propagatorem wiedzy o kulturze i historii Żydów polskich oraz utrwalał spuściznę Żydów dzierżoniowskich okresu powojennego, współorganizatorem Dni Kultury Żydowskiej, opiekunem dzierżoniowskiej synagogi oraz cmentarza żydowskiego.
14 listopada 2000 został odznaczony Krzyżem Oficerskim Orderu Odrodzenia Polski w uznaniu wybitnych zasług w działalności społecznej na rzecz społeczności żydowskiej. Zmarł w Dzierżoniowie. Pochowany jest obok żony na cmentarzu komunalnym przy ulicy Wrocławskiej.